# HMS Narcissus (K74)
HMS Narcissus (K74) je bila korveta razreda flower Kraljeve vojne mornarice, ki je bila operativna med drugo svetovno vojno.

## Zgodovina
Ladjo so aprila 1946 prodali, jo preuredili v trgovsko ladjo in jo preimenovali v Este.